# Сочева Олександр Леонідович
Олекса́ндр Леоні́дович Со́чева (1976—2014) — солдат Збройних сил України, учасник російсько-української війни.

## Життєпис
Народився 1976 року в місті Дніпропетровськ.
В часі війни — сапер, 25-та окрема повітрянодесантна бригада.
31 липня 2014 року загинув у часі обстрілів бойовиками з РСЗВ «Град» позицій українських силовиків та одночасної атаки бойовиків із засідки на колону БТРів десантників поблизу Шахтарська.
Вдома лишилися мама, дружина, дочка 2007 р. н.
Похований в місті Дніпро, Краснопільський цвинтар.

## Нагороди
14 листопада 2014 року за особисту мужність і героїзм, виявлені у захисті державного суверенітету та територіальної цілісності України, вірність військовій присязі під час російсько-української війни, відзначений — нагороджений орденом «За мужність» III ступеня (посмертно).